# Alsjön, Styttingarna, Sandvikens kommun
Alsjön är en sjö i Sandvikens kommun i Gästrikland och ingår i Gavleåns huvudavrinningsområde. Sjön är 3,5 meter djup, har en yta på 0,0824 kvadratkilometer och är belägen 86,9 meter över havet.

## Delavrinningsområde
Alsjön ingår i det delavrinningsområde (672617-154454) som SMHI kallar för Namn saknas. Medelhöjden är 91 meter över havet och ytan är 16,68 kvadratkilometer. Räknas de 4 avrinningsområdena uppströms in blir den ackumulerade arean 47,37 kvadratkilometer. Ginsjöbäcken som avvattnar avrinningsområdet har biflödesordning 3, vilket innebär att vattnet flödar genom totalt 3 vattendrag innan det når havet efter 47 kilometer. Avrinningsområdet består mestadels av skog (79 procent). Avrinningsområdet har 0,08 kvadratkilometer vattenytor vilket ger det en sjöprocent på 0,5 procent.